# 牡丹园站
牡丹园站是一个位于中国北京市海淀区花园路街道北土城西路、北太平庄路、花园东路交叉口，属于北京地铁10号线与19号线的地铁换乘站。

## 位置及名称
这座车站位于北京市海淀区北土城西路同花园东路－北太平庄路相交路口。此区域最初为徧融塔院，1973年建成北京电视机厂，1988年北京市城建四公司开始在电视机厂东侧建设住宅区，该住宅区以北京电视机厂生产的电视机品牌“牡丹”命名为“牡丹园”:75。牡丹电视机厂旧址后来成为中关村数字电视产业园，彩电生产线大楼原址则为翠微百货牡丹园店。

## 结构
10号线车站为地下车站，岛式站台设计，拥有4个出入口：A（西北）、B（东北）、C（东南）、D（西南）。
19号线在本站与既有10号线呈“T”型换乘，车站位于既有10号线牡丹园站北侧。目前19号线仅新增1个出入口（F口），并与10号线共用A口。

### 车站楼层
| 地面 | 街道               | A-F出入口                                          |  |  |
| B1层 | 10号线站厅         | 客务中心、自动售票机、进出站闸机                   |  |  |
| B2层 | 19号线站厅         | 客务中心、自动售票机、进出站闸机、往10号线换乘通道 |  |  |
|      | 换乘厅             | 仅限10号线换乘19号线                               |  |  |
|      |                    | █ 10号线 外环（西土城）                            |  |  |
|      | 岛式站台，左侧开门 |                                                    |  |  |
|      |                    | █ 10号线 内环（健德门）                            |  |  |
| B3层 |                    | █ 19号线 终点站 下客站台                           |  |  |
|      | 岛式站台，左侧开门 |                                                    |  |  |
|      |                    | █ 19号线 往新宫（北太平庄）                        |  |  |
|      | 换乘地道           | 10号线站台下方（换乘19号线）                       |  |  |

### 站厅及换乘
10号线采用分离式站厅，两个站厅均开有换乘接口，但仅供19号线换乘10号线使用，西站厅的东北侧另有一座通往19号线换乘厅的直梯。10号线换乘19号线须从10号线站台中部的楼梯下行至缓冲平台，然后由缓冲平台上行至19号线站台南端上方的换乘厅，再下行至19号线站台南端，该换乘厅中部偏西设有通往19号线站台的直梯。
19号线主站厅两侧墙壁装饰有公共艺术作品《牡丹花开》，该作品由清华大学美术学院教授陈晓林、中央美术学院讲师冯烨联合创作，取意于牡丹花及牡丹电视机厂，将牡丹的自然与意象形态与电视机的符号结合起来，构成象征性、图案化的视觉图形，以表现电视机给生活带来的丰富多彩和牡丹花富贵吉祥、仪态万千的美好寓意，主站厅南侧则开有两个通往10号线站厅的换乘通道口。

### 站台
牡丹园站10号线站台位于北土城西路地底，属于岛式站台。19号线在花园东路地底设有一座岛式站台，19号线列车在本站北侧实施站后折返，正线北端预留向北延伸条件。本站10号线月台东端设有一组存车线。

## 出入口
牡丹园站设有5个出入口以及2台直梯，其中一台随10号线启用的直梯位于北土城西路南侧，地面上与D口相邻，但在站厅层位于A口通道一侧，另一台直梯则位于19号线F出入口。19号线牡丹园站的新建出入口包括E、F、G三个，其中仅位于牡丹园西里小区南侧的F口为地面出入口且在19号线开通时仅F口建成启用。
|                        |                                |                                                              |      |                |
|                        |                                |                                                              |      |                |
| 编号                   | 指示                           | 建议前往的目的地                                             | 图片 | 无障碍设施图片 |
| 连通 10号线 19号线站厅 |                                |                                                              |      |                |
| 出口 · A · 升降机标志  | 北土城西路、花园路             | 翠微百货、北京牡丹电子集团有限责任公司、中关村数字电视产业园 |      |                |
| 连通 10号线站厅        |                                |                                                              |      |                |
| 出口 · B               | 花园东路、北土城西路           | 花园饭店                                                     |      | 不適用         |
| 出口 · C               | 北太平庄路、北土城西路         |                                                              |      | 不適用         |
| 出口 · D               | 北土城西路、花园路、北太平庄路 | 元土城遗址公园                                               |      | 不適用         |
| 连通 19号线站厅        |                                |                                                              |      |                |
| 出口 · F · 升降机标志  | 花园东路（东侧）               |                                                              |      |                |
| 註： 設有              |                                |                                                              |      |                |

## 历史

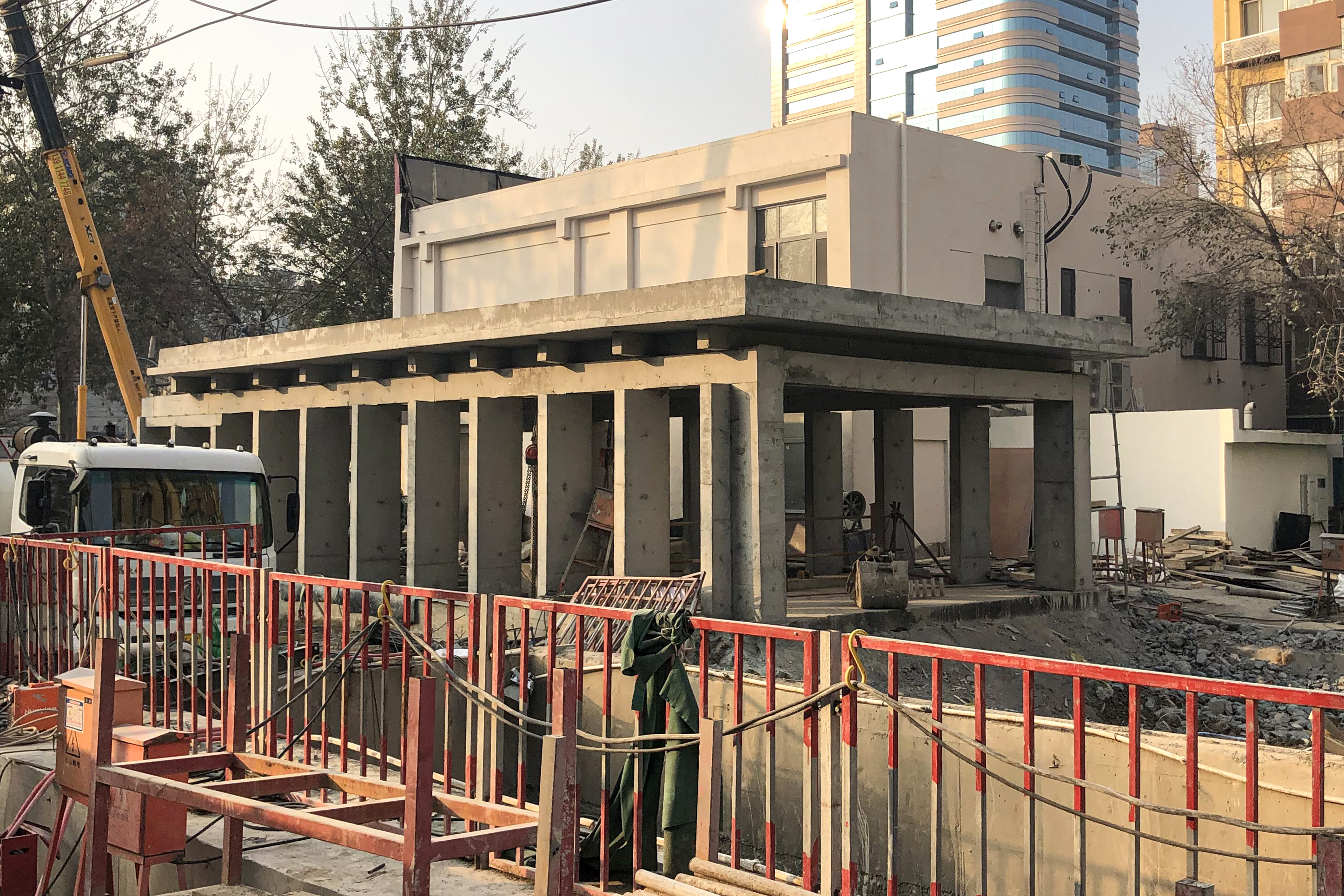
建设中的19号线牡丹园站F出入口（2021年11月摄）

10号线牡丹园站于2008年2月定名，同年7月19日启用。2015年，北京市决定兴建地铁19号线，牡丹园站成为该线一期起点。
2021年4月10日至6月17日，为配合19号线换乘施工改造工作，10号线牡丹园站临时封站，站台需开洞改造。6月18日，牡丹园站恢复运营。同年12月18日，19号线牡丹园站顺利通过单位工程验收。
19号线牡丹园站于2021年12月31日启用。